# Srǵan Zahariewski
Srǵan Zahariewski (mac. Срѓан Захариевски, ur. 12 września 1973 w Skopju) – macedoński piłkarz grający na pozycji środkowego pomocnika.

## Kariera klubowa
Karierę piłkarską Zahariewski rozpoczął w klubie Siłeks Kratowo. W 1994 roku awansował do kadry pierwszego zespołu i w sezonie 1994/1995 zadebiutował w jego barwach w pierwszej lidze macedońskiej. W 1996 roku wywalczył z Siłeksem mistrzostwo Macedonii, a w 1997 roku sięgnął z tym klubem po dublet - mistrzostwo i Puchar Macedonii.
W 1998 roku Zahariewski odszedł z Siłeksu do klubu niemieckiej Bundesligi, VfB Stuttgart. W sezonie 1998/1999 nie wszedł jednak do składu pierwszej drużyny i grał w rezerwach VfB w Regionallidze. W 2000 roku przeszedł z VfB do SC Campomaiorense z Portugalii i grał w nim pół roku.
W 2001 roku Zahariewski wrócił do Macedonii i został zawodnikiem Wardaru Skopje. W Wardarze występował przez 3,5 roku. W tym okresie dwukrotnie zostawał mistrzem kraju w latach 2002 i 2003.
Od 2004 roku Zahariewski zaczął grać w Grecji, gdzie zaliczał pobyty w klubach w trzecioligowych. W latach 2004–2005 grał w Doxie Drama, w latach 2005–2006 – w AS Rodos, a w latach 2006–2009 – w Anagennisi Karditsa.
W 2009 roku Zahariewski podpisał kontrakt z Teteksem Tetowo. W 2010 roku zdobył z nim Puchar Macedonii, a w 2011 roku odszedł do Metałurga Skopje.
| Sezon   | Klub                | Kraj               | Rozgrywki     | Mecze | Bramki |
| ------- | ------------------- | ------------------ | ------------- | ----- | ------ |
| 1994/95 | Siłeks Kratowo      | Macedonia Północna | Prwa Liga     | ?     | ?      |
| 1995/96 | Siłeks Kratowo      | Macedonia Północna | Prwa Liga     | ?     | ?      |
| 1996/97 | Siłeks Kratowo      | Macedonia Północna | Prwa Liga     | ?     | ?      |
| 1997/98 | Siłeks Kratowo      | Macedonia Północna | Prwa Liga     | ?     | ?      |
| 1998/99 | Siłeks Kratowo      | Macedonia Północna | Prwa Liga     | ?     | ?      |
| 1999/00 | VfB Stuttgart II    | Niemcy             | Regionalliga  | ?     | ?      |
| 2000/01 | SC Campomaiorense   | Portugalia         | Primeira Liga | 8     | 0      |
| 2000/01 | Wardar Skopje       | Macedonia Północna | Prwa Liga     | 12    | 4      |
| 2001/02 | Wardar Skopje       | Macedonia Północna | Prwa Liga     | 31    | 3      |
| 2002/03 | Wardar Skopje       | Macedonia Północna | Prwa Liga     | 30    | 9      |
| 2003/04 | Wardar Skopje       | Macedonia Północna | Prwa Liga     | 25    | 3      |
| 2004/05 | Doxa Drama          | Grecja             | Gamma Ethniki | 24    | 4      |
| 2005/06 | AS Rodos            | Grecja             | Gamma Ethniki | 15    | 1      |
| 2006/07 | Anagennisi Karditsa | Grecja             | Gamma Ethniki | 27    | 2      |
| 2007/08 | Anagennisi Karditsa | Grecja             | Gamma Ethniki | 28    | 3      |
| 2008/09 | Anagennisi Karditsa | Grecja             | Gamma Ethniki | 25    | 3      |
| 2009/10 | Teteks Tetowo       | Macedonia Północna | Prwa Liga     | 24    | 0      |
| 2010/11 | Teteks Tetowo       | Macedonia Północna | Prwa Liga     | 29    | 4      |
| 2011/12 | Metałurg Skopje     | Macedonia Północna | Prwa Liga     |       |        |

## Kariera reprezentacyjna
W reprezentacji Macedonii Zahariewski zadebiutował 27 marca 1996 roku w wygranym 1:0 towarzyskim meczu z Maltą. W swojej karierze grał w eliminacjach do MŚ 1998 i Euro 2000. Od 1996 do 2002 roku rozegrał w kadrze narodowej 22 mecze i strzelił 3 gole.
| Mecze i gole w reprezentacji | Mecze i gole w reprezentacji | Mecze i gole w reprezentacji   | Mecze i gole w reprezentacji | Mecze i gole w reprezentacji | Mecze i gole w reprezentacji | Mecze i gole w reprezentacji |
| #                            | Data                         | Stadion                        | Rywal                        | Wynik                        | Gol                          | Rozgrywki                    |
| 1996                         | 1996                         | 1996                           | 1996                         | 1996                         | 1996                         | 1996                         |
| ---------------------------- | ---------------------------- | ------------------------------ | ---------------------------- | ---------------------------- | ---------------------------- | ---------------------------- |
| 1.                           | 27.03.1996                   | Prilep, Macedonia              | Malta                        | 1:0                          | 0                            | towarzyski                   |
| 2.                           | 24.04.1996                   | Skopje, Macedonia              | Liechtenstein                | 3:0                          | 1                            | el. MŚ 1998                  |
| 3.                           | 28.05.1996                   | Sofia, Bułgaria                | Bułgaria                     | 0:3                          | 0                            | towarzyski                   |
| 4.                           | 09.10.1996                   | Dublin, Irlandia               | Irlandia                     | 0:3                          | 0                            | el. MŚ 1998                  |
| 5.                           | 09.11.1996                   | Eschen, Liechtenstein          | Liechtenstein                | 11:1                         | 0                            | el. MŚ 1998                  |
| 6.                           | 27.11.1996                   | Ta’ Qali, Malta                | Malta                        | 2:0                          | 0                            | towarzyski                   |
| 7.                           | 14.12.1996                   | Skopje, Macedonia              | Rumunia                      | 0:3                          | 0                            | el. MŚ 1998                  |
| 1997                         |                              |                                |                              |                              |                              |                              |
| 8.                           | 07.06.1997                   | Skopje, Macedonia              | Islandia                     | 1:0                          | 0                            | el. MŚ 1998                  |
| 9.                           | 28.07.1997                   | Bukareszt, Rumunia             | Rumunia                      | 2:4                          | 0                            | el. MŚ 1998                  |
| 10.                          | 06.09.1997                   | Wilno, Litwa                   | Litwa                        | 0:2                          | 0                            | el. MŚ 1998                  |
| 11.                          | 11.10.1997                   | Skopje, Macedonia              | Litwa                        | 1:2                          | 0                            | el. MŚ 1998                  |
| 1998                         |                              |                                |                              |                              |                              |                              |
| 12.                          | 25.03.1998                   | Skopje, Macedonia              | Bułgaria                     | 1:0                          | 0                            | towarzyski                   |
| 13.                          | 16.05.1998                   | San Jose, Stany Zjednoczone    | Stany Zjednoczone            | 0:0                          | 0                            | towarzyski                   |
| 14.                          | 18.05.1998                   | Toronto, Kanada                | Kanada                       | 0:1                          | 0                            | towarzyski                   |
| 15.                          | 03.06.1998                   | Skopje, Macedonia              | Bośnia i Hercegowina         | 1:1                          | 0                            | towarzyski                   |
| 16.                          | 06.09.1998                   | Skopje, Macedonia              | Malta                        | 4:0                          | 0                            | el. ME 2000                  |
| 17.                          | 29.09.1998                   | Kumanowo, Macedonia            | Egipt                        | 2:2                          | 1                            | towarzyski                   |
| 18.                          | 14.10.1998                   | Zagrzeb, Chorwacja             | Chorwacja                    | 2:3                          | 0                            | el. ME 2000                  |
| 19.                          | 18.11.1998                   | Ta’ Qali, Malta                | Malta                        | 2:1                          | 1                            | el. ME 2000                  |
| 1999                         |                              |                                |                              |                              |                              |                              |
| 20.                          | 05.06.1999                   | Skopje, Macedonia              | Chorwacja                    | 1:1                          | 0                            | el. ME 2000                  |
| 21.                          | 09.10.1999                   | Skopje, Macedonia              | Irlandia                     | 1:1                          | 0                            | el. ME 2000                  |
| 2002                         |                              |                                |                              |                              |                              |                              |
| 22.                          | 27.03.2002                   | Sarajewo, Bośnia i Hercegowina | Bośnia i Hercegowina         | 4:4                          | 0                            | towarzyski                   |